# Galleon (irische Band)
Galleon ist eine 1979 gegründete irische Folkband aus Cork.

## Geschichte
Galleon wurde 1979 von fünf Kollegen gegründet, die in einem Krankenhaus in Cork arbeiteten. Die ersten Aufnahmen der Band, die Alben From Stern to Stern (1983), On the Crest of a Wave (1985), Anchors Aweigh (1987) und An Ocean of Folk (1991) wurden lediglich auf Compact Cassette veröffentlicht und bei ihren zahlreichen Auftritten in Irland, dem Vereinigten Königreich und Deutschland (hier insbesondere im Raum Köln) vermarktet. Es erschien ein Boxset, das diese Alben erstmals auch auf CD enthielt. 1998 folgte das Album Hearts on Fire, das über Crowd Records (im Vertrieb von edel) veröffentlicht wurde. Neben ihren Liveauftritten war die Band auch im Fernsehen zu sehen, so wurde ein Livekonzert der Band auf n-tv übertragen. Gäste waren sie außerdem bei Craig Fergusons The Late Late Show und der kanadischen Show Live at 3. 2002 legte die Band eine Pause ein.
2005 kehrte sie in neuer Besetzung zurück. Zu den vier Gründungsmitgliedern Mick Mangan (Gitarre), Tim O’ Sullivan (Gitarre, Schlagzeug, Gesang), Ger Walsh (Gitarre, Mandoline, Banjo, Flöten und Gesang) sowie Declan Lynch (Bodhran, Gesang und Stimme) kamen Andy Dunne (Gitarre und Gesang), Paul Seymour (Keyboards und Gesang) und Johnny Campbell (Bass und Gesang) hinzu, zwei andere Musiker waren ausgeschieden. Mit Mick Harte verstarb 2006 ein langjähriges Mitglied der Band.

## Stil
Der Musikstil der Band ist Irish Folk, wobei Galleon keine reine Coverband ist, wie in diesem Bereich recht üblich. Galleon präsentieren live und auf ihren Alben auch eigene Songs. Die Auswahl beschränkt sich nicht auf Traditionals, auch Lieder von Songwritern und aus der Rockmusik werden aufgeführt.

## Diskografie
Alben
- 1983: From Stem to Stern
- 1985: On the Crest of a Wave
- 1987: Anchors Aweigh
- 1991: An Ocean of Folk
- 1993: The Collection
- 1995: On My Mind
- 1997: Thank You (Live)
- 1998: Hearts on Fire
- 2000: Until We Meet Again
- 2005: Revisited
- 2010: The BOX-Set – Sammlung der ersten vier Album, die es nur auf Cassette gab.
- 2012: Singing the Spirit
- 2015: We Came as Strangers
- 2016: Good to See You